# Back from the Grave Volume 9
Back from the Grave Volume 9 è il nono album della omonima collana di album discografici, pubblicato dalla Crypt Records nel 2014. L'album contiene una selezione di brani di genere garage rock degli anni sessanta. Insieme al successivo Back from the Grave Volume 10, è stato pubblicato anche in un unico CD dallo stesso titolo.

## Tracce
Lato 1
1. The Pastels – Circuit Breaker – 1965
2. The High Spirits – It's Alright with Me
3. The Warlocks – Beware
4. The Emeralds – Like Father Like Son – 2:53 (Dan Weaver, Dave Church) – 1966
5. The Why-Nots – Tamborine
6. The Turncoats – Something Better
7. The Classics – I'm Hurtin – 2:22 (Garland, Titlow, Donahue) – 1966

Lato 2
1. The Raevins – The Edge of Time – 1966
2. Lord Charles & The Prophets – Don't Ask Me No Question – 2:18 (R. Charles) – 1966
3. The Gentlemen – It's a Cry'n Shame – 2:30 (Seab Meador, Mike Kelley) – 1966
4. The Shakles – Whizz #7 – 1967
5. Unknown Artist – When I Feel Better
6. Knoll Allen and the Noble Savages – Animal – 1:48 (Guy Roberts, Knoll Allen) – 1966
7. The Donshires – Sad and Blue – 2:26 – 1965
8. The Starfyres – No Room for Your Love – 2:30 (Michael Lasko, Patrick McCarroll, Joe Fittos) – 1967